# Daby Touré
Pour les articles homonymes, voir Touré.
Daby Touré est un musicien franco-mauritanien, né en 1972 à Boutilimit, en Mauritanie. 
Il est le fils du musicien Hamidou Touré, aîné du clan Touré Kunda.
Il a été influencé dans sa jeunesse par des musiciens tels que Bob Marley, Michael Jackson, Police, Dire Straits ou Stevie Wonder,.
Il a joué avec des musiciens tels que Peter Gabriel qui produit l'album Diam sous son label Real World, en 2004, ou Maxime Le Forestier.

## Biographie

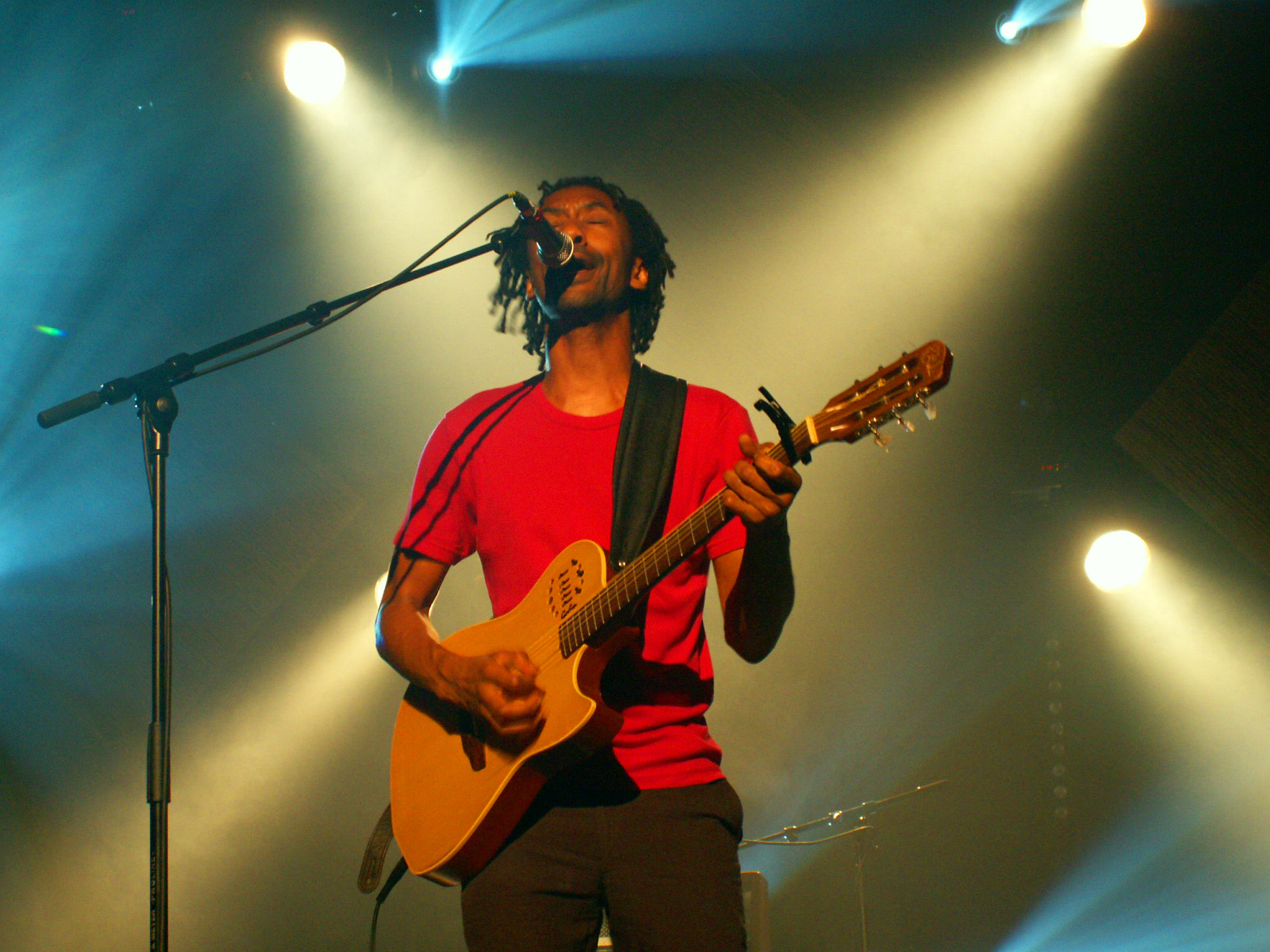
Daby Touré Lorient 2006

À sa naissance, fin 1972, il grandit à Nouakchott jusqu'à l'âge d'environ 5 ans où il part, accompagné de son oncle, dans le village de Djewol, au bord du fleuve Sénégal, en Mauritanie. Il y apprend l'élevage du bétail, et les cultures soninké, toucouleur et wolof,.
À son retour chez son père à Nouakchott, ce dernier, bien que musicien, interdit à son fils d'apprendre la musique, ce qu'il fait malgré tout en cachette. C'est durant cette période qu'il écoute les musiciens internationaux qui l'influencent, tels que Bob Marley, Michael Jackson, Police, Dire Straits ou Stevie Wonder,.
En 1989, il part avec son père pour la France, où ils rejoignent le groupe Touré Kunda et jouent dans des bars et les soirées organisées par la faculté où étudie Daby Touré.
En 1992, avec son cousin Omar, il forme le groupe Touré Touré qui mêle les influences du jazz et des musiques africaines. Ils sortent ensemble l'album Ladde qui leur permet une certaine reconnaissance.
Il joue avec Peter Gabriel, qui le parraine en 2004 pour sa carrière solo.

## Discographie
- 1992 - Ladde, dans le groupe Touré Touré
- 2004 - Diam, label Real World
- 2007 - Stereo Spirit
- 2009 - Call my name avec Skip McDonald
- juin 2012 - Lang(u)age
- 2012 - bande originale du film Adouna, la vie, le monde, co-composé avec Éric Neveux
- 2015 - Amonafi[3],[5]
- 2020 - Stereo Spirit (Expanded Edition)

## Distinction
- Festival de la fiction TV de La Rochelle 2010 : prix de la meilleure musique (conjointement avec Éric Neveux) pour le téléfilm Adouna, la vie, le monde d'Olivier Langlois[6].